# دريل (قماش)
الدَّريل هو نسيج قطني متين ذو انحياز قوي قطري في النسج. يمكن استخدامه غير مبيض، على الرغم من أنه غالبًا ما يكون مبيضًا أو مصبوغًا.

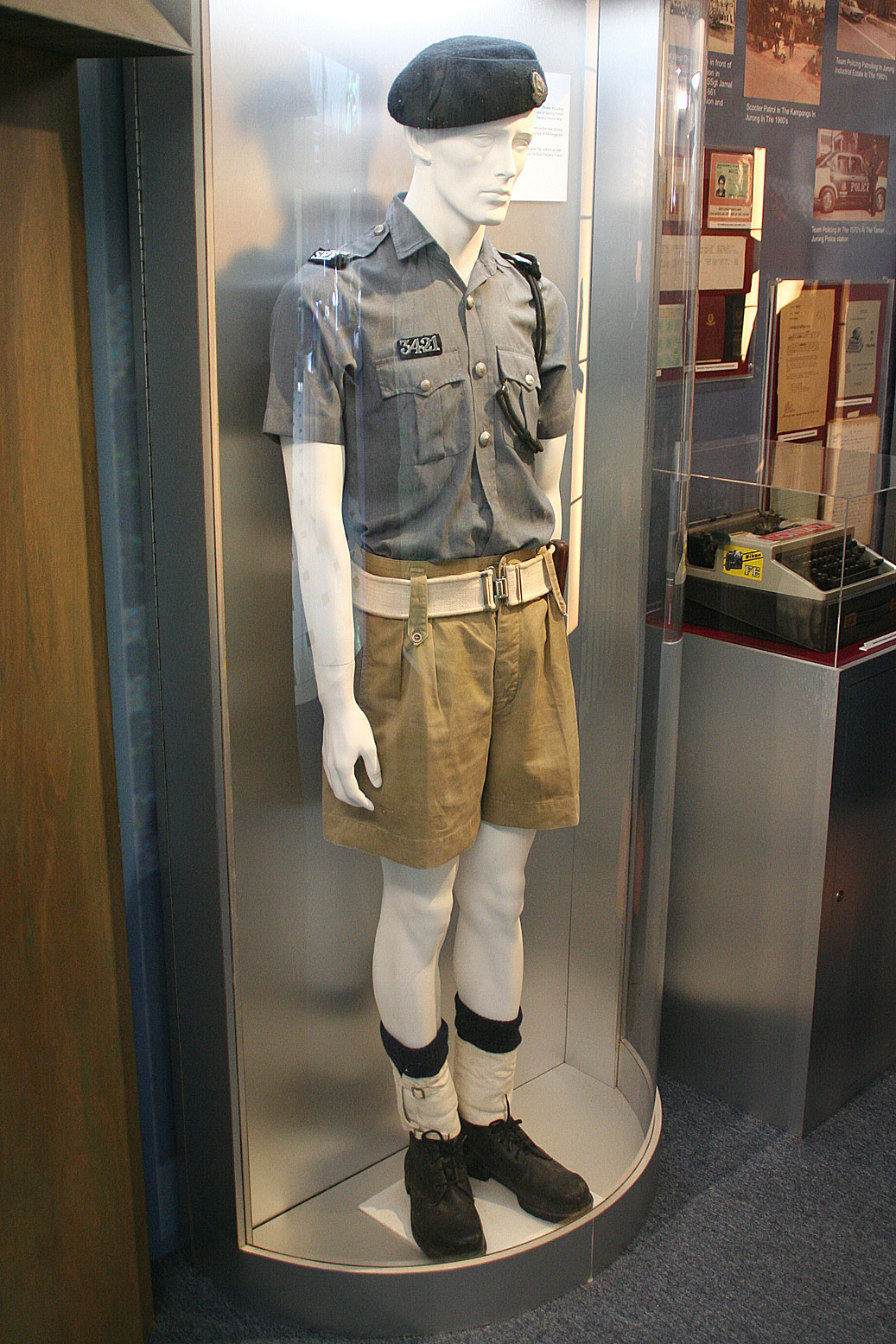
زي شرطة كاكي عتيق.